# Audi Q8
De Audi Q8 is een SUV-model van de Duitse autofabrikant Audi. Dit model werd in de zomer van 2018 onthuld en was de eerste SUV-Coupé van het merk. De technologie is verwant met die van de A8. Het design is gebaseerd op de  Q8 Concept uit 2017.

## Ontwerp
De Q8 is korter, maar breder dan de Q7, waardoor het voor het oog een minder lompe auto is. De Q8 is altijd een vijfzitter. Om het coupé-karakter te benadrukken heeft de Q8 stijlloze ramen in de porteren, zoals bij coupés vaak het geval is. Verder zijn elementen van de Ur-quattro terug te vinden in het design, zoals de horizontale lijnen boven de wielkasten.

## Sportversies
Audi heeft de traditie van modellen sportieve, snelle versies uit te brengen. Bij de Q8 zijn dat de SQ8 en RS Q8.

### SQ8

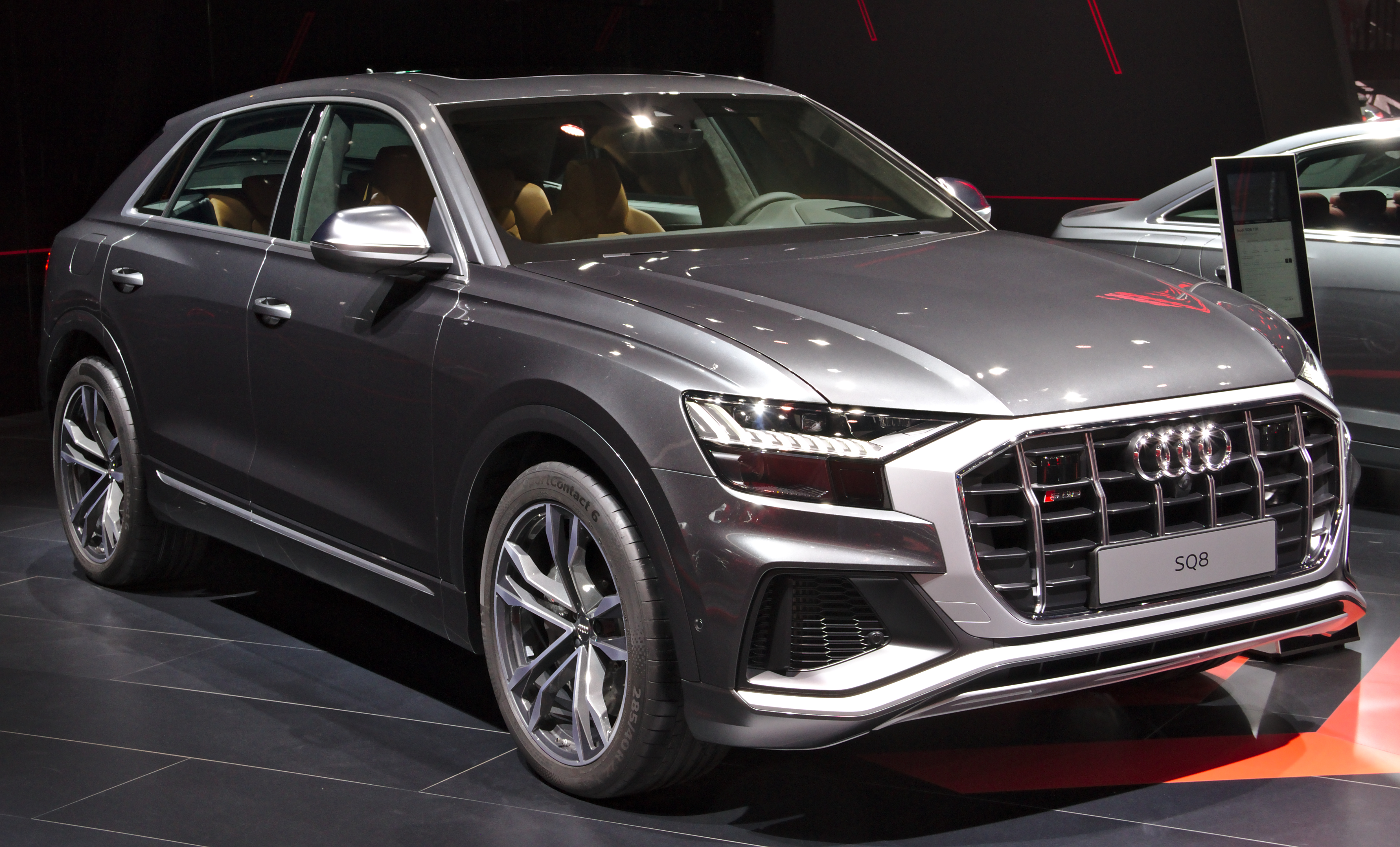
Audi SQ8 op de IAA Frankfurt 2019

In de zomer van 2019 werd de S-versie van de Audi Q8 gepresenteerd, de SQ8. Hij deelt zijn aandrijflijn met de Audi SQ7, wat betekent dat er een 4,0-liter V8 TDI-dieselmotor met 435 pk en 900 Nm in het vooronder ligt. De optische wijzigingen zijn in lijn met die van andere Audi S-modellen, met onder meer sportievere bumpers en twee dubbele uitlaten.

### RS Q8
In november 2019 werd de sportiefste versie van de Q8 voorgesteld; de RS Q8. Deze deelt zijn aandrijflijn grotendeels met de Lamborghini Urus. De 4,0-liter V8 TFSI-benzinemotor produceert 600 pk en 800 Nm, wat de RS Q8 in staat stelt om in 3,8 seconden van 0 naar 100 km/u te accelereren.

## Gegevens
Benzine:
| Aanduiding | Type     | Motor | Vermogen | Koppel | Overbrenging      | Gewicht | 0–100 km/u | Topsnelheid | Jaartal      |
| ---------- | -------- | ----- | -------- | ------ | ----------------- | ------- | ---------- | ----------- | ------------ |
| 55 TFSI    | 3.0 TFSI | V6    | 340 pk   | 500 Nm | 8-traps Tiptronic | 2070 kg | 5,9 s      | 250 km/u    | 2019 — 2022  |
| SQ8        | 4.0 TFSI | V8    | 507 pk   | 770 Nm | 8-traps Tiptronic | 2245 kg | 4,1 s      | 250 km/u    | 2020 — heden |
| RSQ8       | 4.0 TFSI | V8    | 600 pk   | 800 Nm | 8-traps Tiptronic | 2290 kg | 3,8 s      | 250 km/u    | 2020 — heden |

PHEV:
| Aanduiding | Type     | Motor | Gecombineerd vermogen | Gecombineerd koppel | Overbrenging      | Gewicht | 0–100 km/u | Topsnelheid | Jaartal      |
| ---------- | -------- | ----- | --------------------- | ------------------- | ----------------- | ------- | ---------- | ----------- | ------------ |
| 55 TFSI e  | 3.0 TFSI | V6    | 381 pk                | 600 Nm              | 8-traps Tiptronic | 2405 kg | 5,8 s      | 240 km/u    | 2020 - heden |
| 60 TFSI e  | 3.0 TFSI | V6    | 462 pk                | 700 Nm              | 8-traps Tiptronic | 2415 kg | 5,4 s      | 240 km/u    | 2020 - heden |

Diesel:
| Aanduiding | Type    | Motor | Vermogen | Koppel | Overbrenging      | Gewicht | 0–100 km/u | Topsnelheid | Jaartal     |
| ---------- | ------- | ----- | -------- | ------ | ----------------- | ------- | ---------- | ----------- | ----------- |
| 45 TDI     | 3.0 TDI | V6    | 231 pk   | 500 Nm | 8-traps Tiptronic | 2120 kg | 7,1 s      | 233 km/u    | 2019 — 2022 |
| 50 TDI     | 3.0 TDI | V6    | 286 pk   | 600 Nm | 8-traps Tiptronic | 2120 kg | 6,3 s      | 245 km/u    | 2018 — 2022 |
| SQ8 TDI    | 4.0 TDI | V8    | 435 pk   | 900 Nm | 8-traps Tiptronic | 2340 kg | 4,8 s      | 250 km/u    | 2019 — 2020 |